# Qazi Hussain Ahmad
Qazi Hussain Ahmad (Urdu قاضی حسین احمد ; * 12. Januar 1938 in Nowshera, Britisch-Indien; † 6. Januar 2013 in Islamabad) war ein pakistanischer Theologe und Politiker. Er war von 1987 bis 2009 politischer und religiöser Führer  der islamischen Gemeinschaft Jamaat-e-Islami, einer islamisch-politischen Bewegung.